# Baker-hegy
A Baker-hegy (angolul Mount Baker) Uganda nyugati határánál a Rwenzori-hegységben, a Rwenzori-hegység Nemzeti Parkban emelkedik.

## Jellemzői
A Stanley-heggyel és a Speke-heggyel együtt háromszögben helyezkednek el, mely a felső Bujuku-völgyet öleli körül. A Baker-hegyhez legközelebb eső csúcs a Stanley-hegy, mely tőle 2,26 km-re nyugatra emelkedik. A hegycsúcsok körzetét „a Hold hegyei” néven is ismerik.
A Rwenzori-hegység többi hegyéhez hasonlóan több csipkézett csúcsa van. Közülük legmagasabb az Edward-csúcs (4843 m). 
A hegyre először Luigi Amedeo di Savoia, Abruzzo hercege jutott fel 1909-ban. Expedícióján a Rwenzori többi hegyét is megmászta.
A hegyet Sir Samuel Baker felfedezőről nevezték el. Ő  feltérképezte a környéket, de a hegyre sohasem jutott fel.

## Turizmus
A hegyre mind a Kongói Demokratikus Köztársaság felől mind Uganda felől jól járható turistaösvények vezetnek. A hegyen, a teljes Rwenzori-hegységhez hasonlóan, menedékházak is találhatók. A helyi lakosok szívesen vállalkoznak vezetőnek, teherhordónak. A hegymászásra január-február vagy június-augusztus hónapok a legalkalmasabbak.